# 딜리 플라자 6층 박물관

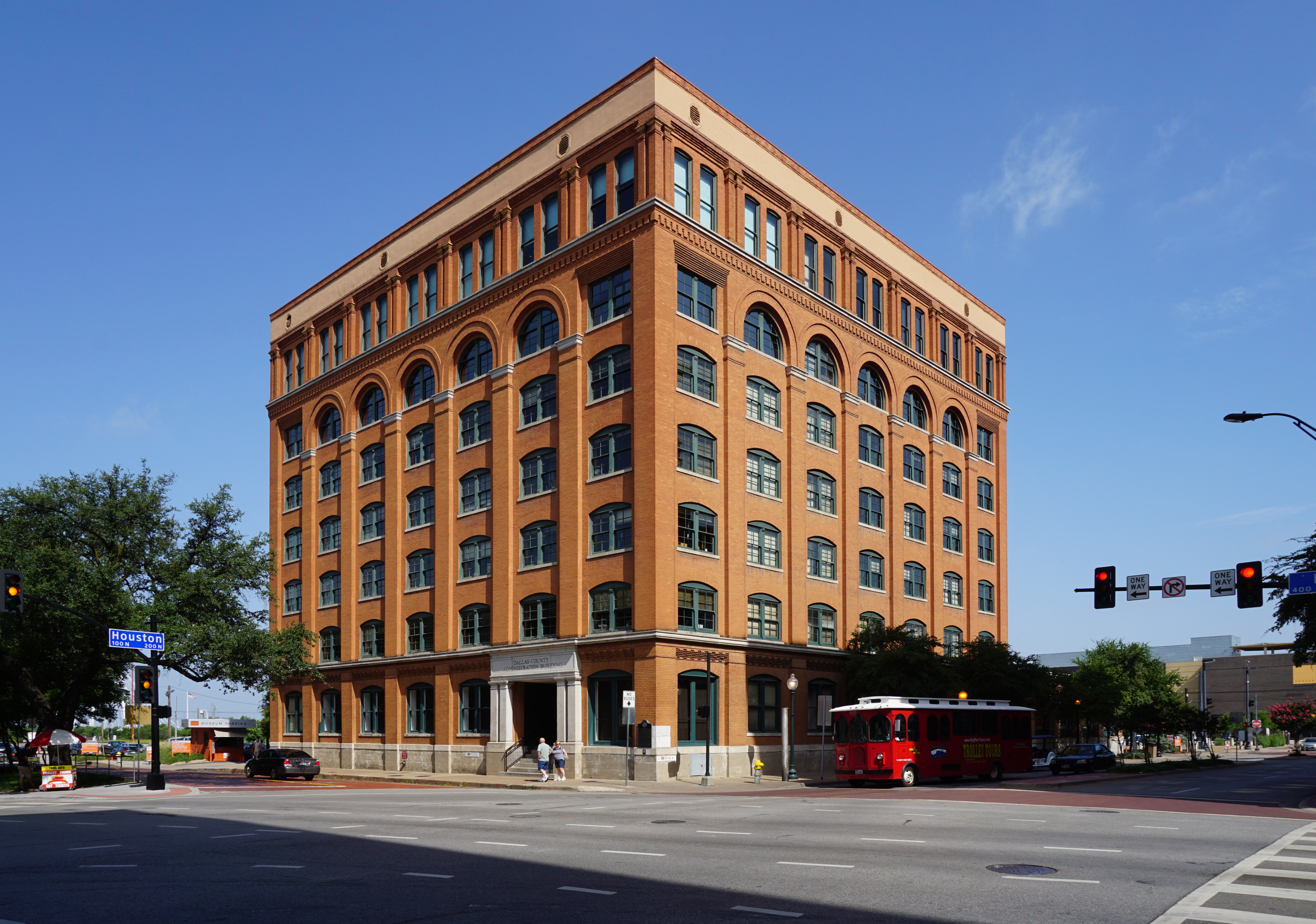
텍사스 교과서 보관소(현재 댈러스 카운티 행정 건물)

딜리 플라자 6층 박물관(영어: Sixth Floor Museum at Dealey Plaza)은 미국 텍사스주 댈러스에 위치한 미국 텍사스주 댈러스에 위치한 박물관이다. 그 박물관은 존 F. 케네디 미국 대통령의 삶, 시간, 죽음, 그리고 유산을 조사한다. 또한 케네디와 리 하비 오스월드의 삶, 그리고 암살을 둘러싼 다양한 음모론도 조사하고 있다.